# Upasana Singh Thakuri
Upasana Singh Thakuri (Nepali उपासना सिंह ठकुरी; * 20. September 1998 in Darchula) ist eine nepalesische Schauspielerin.

## Leben und Karriere
Thakuri wurde am 20. September 1998 in Darchula geboren. Ihr Debüt gab sie 2019 in dem Film Captain. Für ihre Leistung wurde Thakuri für die Auszeichnungen Dcine Award und NEFTA Film Award als „Beste Schauspielerin“ nominiert.
Im selben Jahr spielte sie in dem Film Kabaddi Kabaddi Kabaddi die Hauptrolle. Anschließend spielte sie 2022 in dem Film December Falls mit. Außerdem trat Thakuri in Dui Numberi auf. 2022 wurde sie zusammen mit neun anderen Schauspielerinnen mit dem National Navdurga Award ausgezeichnet.

## Filmografie
Filme
- 2019: Captain
- 2019: Kabaddi Kabaddi Kabaddi
- 2022: December Falls
- 2022: Dui Numberi